# Aster nowobelgijski

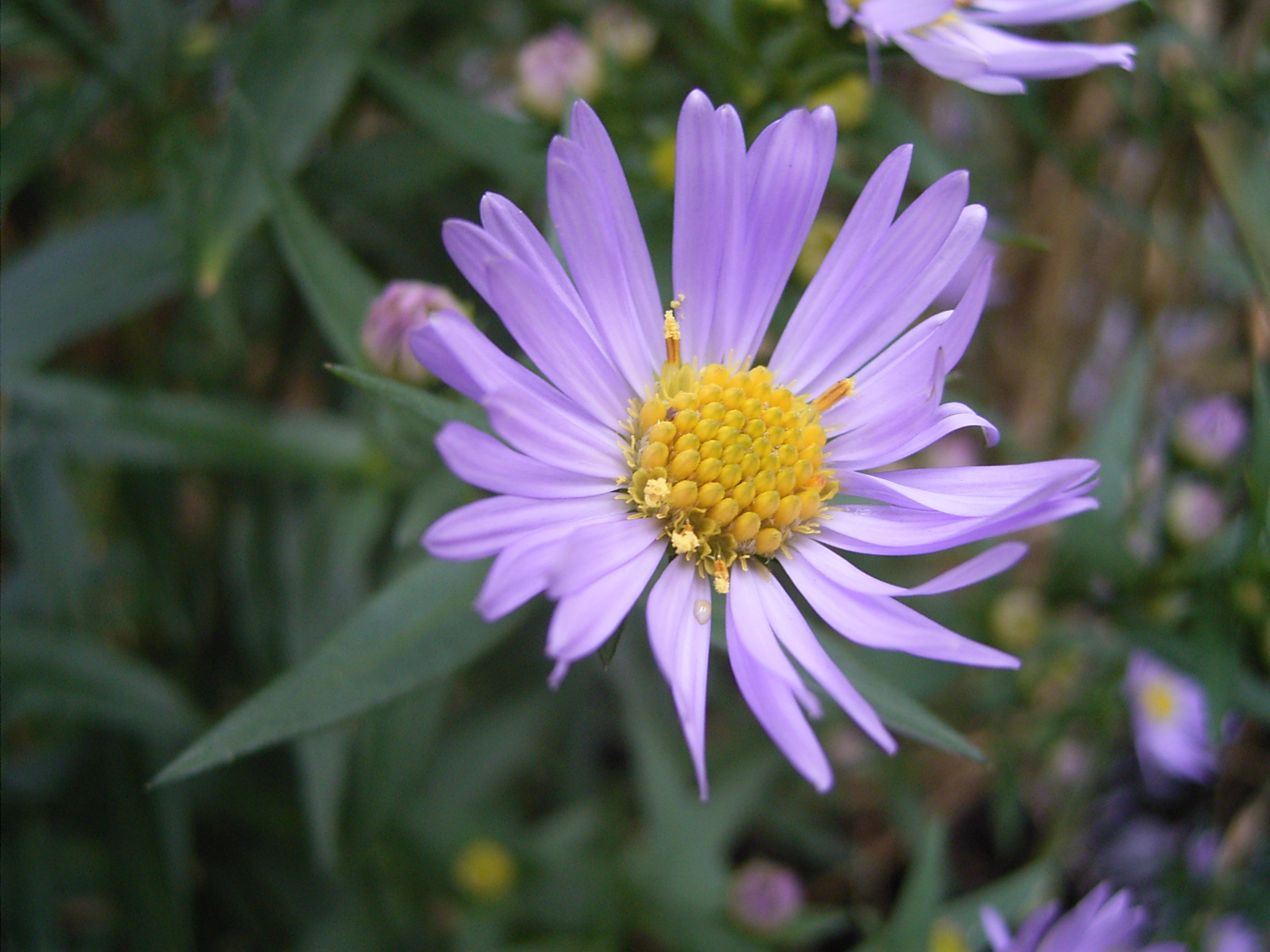
Kwiatostan

Aster nowobelgijski, aster wirginijski, marcinki (Symphyotrichum novi-belgii) – gatunek z rodziny astrowatych. Pochodzi z Ameryki Północnej, gdzie występuje od Nowej Fundlandii po Karolinę Południową. Jako roślina ozdobna został rozprzestrzeniony i rośnie jako gatunek obcy w Ameryce Środkowej, w Europie, Azji Zachodniej i na Dalekim Wschodzie oraz w Australii. W Polsce jest rośliną średnio inwazyjną o szerokim rozprzestrzenieniu. Często uprawiany jest jako roślina ozdobna.

## Nazewnictwo
Gatunek zaliczany był tradycyjnie do lat 90. XX wieku do rodzaju aster jako Aster novi-belgii. Z tego czasu zachowana jest nazwa zwyczajowa, mimo przeklasyfikowania gatunku do rodzaju Symphyotrichum, należącego do odmiennego podplemienia niż Aster. 

## Morfologia
PokrójRoślina zielna z pełzającym kłączem, z których wyrastają prosto wzniesione łodygi osiągające do 160 cm wysokości, w dolnej części nagie, w górze z szeregami włosków.
LiścieZ uszkowatą nasadą obejmującą łodygę. Blaszki lancetowate o długości do 15 cm i szerokości do 2,5 cm. Liście są całobrzegie lub z odległymi od siebie ząbkami, nagie, tylko na brzegu blaszki z przylegającymi, krótkimi i sztywnymi włoskami. Nerw główny u nasady często bywa czerwono zabarwiony.
KwiatyKoszyczki średnicy zwykle do 3 cm, zebrane są w szczytową wiechę. Okrywa tworzona jest przez listki wyrastające w kilku szeregach, osiągające od 3 do 6 mm długości  i od 0,7 do 1 mm szerokości. Kwiaty języczkowate są różnobarwne (fioletowe, niebieskawe, różowe, rzadziej białawe). Ich języczki osiągają do 15 mm długości i 2 mm szerokości. Kwiaty rurkowate są żółte, o długości do 5 mm.
OwoceNagie lub słabo owłosione niełupki o długości ok. 2 mm z puchem kielichowym o długości 5–6 mm.
Gatunki podobneAster nowoangielski S. novae-angliae różni się łodygą owłosioną także w dole, aster lancetowaty S. lanceolatum i aster drobnokwiatowy S. tradescanti mają liście o klinowatych nasadach i węższe (do 2 cm) a ich kwiaty języczkowate są zazwyczaj białe. Najbardziej podobny spośród północnoamerykańskich „astrów” jest mieszaniec tego gatunku z astrem lancetowatym – aster wierzbolistny S. × salignum. Różni się on zwykle białawymi kwiatami, węższymi listkami okrywy (do 0,7 mm szerokości), słabo uszkowatymi nasadami liści.

## Biologia i ekologia
Bylina, hemikryptofit. Rośnie nad rzekami. Kwitnie od sierpnia do listopada. Gatunek charakterystyczny związku Senecion fluviatilis.

## Zmienność
Gatunek zróżnicowany na cztery odmiany:
- Symphyotrichum novi-belgii var. crenifolium (Fernald) Labrecque & Brouillet
- Symphyotrichum novi-belgii var. elodes (Torr. & A.Gray) G.L.Nesom
- Symphyotrichum novi-belgii var. novi-belgii
- Symphyotrichum novi-belgii var. villicaule (A.Gray) Labrecque & Brouillet

## Odmiany ozdobne
Wyhodowano liczne odmiany ozdobne, również o pełnych i półpełnych kwiatach. M.in. są to:
- 'Court Herald' – o dużych, półpełnych kwiatach morwowej barwy
- 'Ernest Ballard' – odmiana wysoka (do 1 m) o dużych purpurowoczerwonych kwiatach
- 'Audrey' – odmiana niska (do 30 cm) o zwartym pokroju i lawendowoniebieskich kwiatach

## Uprawa
Nadaje się na rabaty kwiatowe i na kwiat cięty. W Polsce jest w pełni mrozoodporny (strefy mrozoodporności 3–9). Roślina łatwa w uprawie. Najlepiej rośnie na słonecznym stanowisku lub w półcieniu, na przepuszczalnej i żyznej ziemi. Powinna mieć stale wilgotną glebę. Odmianom wysokim należy zapewnić podparcie. Po przekwitnięciu rośliny przycina się przy ziemi. Rozmnaża się przez podział jesienią lub wiosną przez zdrewniałe sadzonki. Od wiosny do lata należy dość silnie nawozić. Rośliny mogą być atakowane przez mączniaka prawdziwego astrowatych, szarą pleśń, mszyce i ślimaki.